# Wielkie Sioło (rejon korelicki)
Wielkie Sioło (biał. Вялікае Сяло, Wialikaje Siało; ros. Великое Село, Wielikoje Sieło) – wieś na Białorusi, w obwodzie grodzieńskim, w rejonie korelickim, w sielsowiecie Mir, w pobliżu Mira.

## Historia
W XIX i w początkach XX w. wieś i folwark położone w Rosji, w guberni mińskiej, w powiecie nowogródzkim, w gminie Mir. W I poł. XIX w. folwark był własnością Radziwiłłów.
W dwudziestoleciu międzywojennym wieś leżąca w Polsce, w województwie nowogródzkim, w powiecie stołpeckim, w gminie Mir. W 1921 miejscowość liczyła 335 mieszkańców, zamieszkałych w 67 budynkach, w tym 268 Polaków i 67 Białorusinów. 226 mieszkańców było wyznania prawosławnego i 109 rzymskokatolickiego.
Po II wojnie światowej w granicach Związku Sowieckiego. Od 1991 w niepodległej Białorusi.